# Disporella julesi
Disporella julesi är en mossdjursart som beskrevs av Jean-Loup d'Hondt och Mascarell 2004. Disporella julesi ingår i släktet Disporella och familjen Lichenoporidae. Inga underarter finns listade i Catalogue of Life.